# Kapitolská muzea
Kapitolská muzea (it. Musei Capitolini) je soustava uměleckých galerií v palácích na náměstí Piazza del Campidoglio, na pahorku Kapitol v Římě. V jejich bohaté sbírce se nacházejí četná umělecká díla z doby antiky, středověku a renesance. Historie muzeí sahá do roku 1471, kdy papež Sixtus IV. daroval Římu sbírku řeckých a římských soch. Bývá tak považováno za nejstarší muzeum světa. K exponátům patří například Kapitolská vlčice, symbol Říma.
Budovy muzea tvoří:
- Palazzo dei conservatori (Palác konzervátorů) – budova přestavěná Michelangelem a Giacomou della Portou. Nachází se zde Kapitolská vlčice a originál jezdecké sochy Marca Aurelia, jejíž kopie je na náměstí. V druhém patře je Kapitolská pinakotéka (Pinacoteca Capitolina), nejstarší veřejná galerie obrazů vzniklá v letech 1748–1750.
- Palazzo Nuovo (Nový palác) – od Girolama Rainaldiho ze 17. století. K nejslavnějším dílům patří antická socha Umírající Gal.
- Palazzo Senatorio (Palác senátu) – od 12. století sídlo správy města, v suterénu je spojovací chodba výše uvedených paláců a výstavní prostory.
- Palazzo Caffarelli-Clementino